# Larisa Pelesjenko
Larisa Aleksandrovna Pelesjenko (ryska: Лариса Александровна Пелешенко), född den 29 februari 1964, är en rysk före detta friidrottare som tävlade i kulstötning.
Hennes första stora framgång kom när hon vann VM inomhus 1995 men blev sedan av med medaljen efter dopingavslöjande. Hon stängdes av i fyra år och var tillbaka till Olympiska sommarspelen 2000 i Sydney där hon blev silvermedaljör efter Janina Koroltjik. Samma år noterade hon sitt personliga rekord på 21,46 vid en tävling i Moskva, en längd ingen varit nära under 2000-talet. 
Året efter blev hon världsmästare inomhus och hennes sista tävling var VM utomhus i Edmonton där hennes 19,37 räckte till en fjärde plats.